# ブエルタ・ア・エスパーニャ2007
ブエルタ・ア・エスパーニャ2007（スペイン語: Vuelta a España 2007）は、2007年9月1日から9月23日まで行われた第62回ブエルタ・ア・エスパーニャ。2007年のグランツール最終戦。

## コース設定

ブエルタ・ア・エスパーニャ2007　コース概要

ガリシア州ポンテベドラ県のビーゴで開幕し、スペイン全土を時計回りでほぼ一周し、最終日に首都マドリードに向かうステージで閉幕する。前半のステージに山岳ステージが集中するレイアウト。チームタイムトライアルは設けられず、2度の個人タイムトライアルを挟む。

## 参加チームとみどころ
参加チームは2007年のUCIプロツアー参加チーム（アスタナとユニベットを除く18チーム）に、主催者推薦枠で出場するプロフェッショナルコンチネンタルチームの3チーム（アンダルシア、カルピン・ガリシア、リラックス・ガム）を加えた21チームであった。
前年度のトップ3であるアレクサンドル・ヴィノクロフ、アレハンドロ・バルベルデ、アンドレイ・カシェチキンがドーピング疑惑やチーム事情などから出場せず、本命不在の大混戦が予想された。

## 今大会の概要
第4ステージを制したウラジミール・エフィムキンが総合トップに立ち、1分6秒差でデニス・メンショフが続く。総合1、2位のロシア勢の間に割って入ったのが第8ステージの個人TTで3位に入ったベルギーのステイン・デヴォルデル。ここで総合トップの座を奪い、2位に30秒差でメンショフ。この区間18位に終わったエフィムキンは1分28秒差の3位に後退。
第9ステージ。区間優勝のレオナルド・ピエポリと同タイムゴールを果たしたメンショフに対し、デヴォルデールはメンショフらに遅れること4分58秒差の区間42位と大敗。ここでメンショフが総合トップに立ち、2分1秒差でエフィムキンが2位。2分27秒差の3位にカデル・エヴァンス、3分2秒差の4位にカルロス・サストレが続く展開となった。
上記の通り、今大会は前半戦に集中して山岳コースが設定されたこともあってか、このあと第17ステージまでは上位陣にほとんど変化がない様相。以後は2位以下に順位の変動はあったものの、メンショフはこのあとも安定した走りを見せて2年ぶり2度目の総合優勝。総合2位にはサストレ、同3位にはサムエル・サンチェスが入った。
ちなみにメンショフは山岳賞、コンビネーション賞も獲得。総合優勝と山岳賞のダブル制覇は1995年のローラン・ジャラベール以来のことである。

## 区間優勝者と総合1位選手
| 区間   | 曜日 | スタート – ゴール                             | km  | 区間優勝者                 | 総合首位選手               |
| ------ | ---- | --------------------------------------------- | --- | -------------------------- | -------------------------- |
| 1      | 9/1  | ビーゴ - ビーゴ                               | 145 | ダニエーレ・ベンナーティ   | ダニエーレ・ベンナーティ   |
| 2      | 9/2  | アジャリス – サンティアゴ・デ・コンポステーラ | 150 | オスカル・フレイレ         | オスカル・フレイレ         |
| 3      | 9/3  | ビベイロ – ルアルカ                           | 155 | パオロ・ベッティーニ       | オスカル・フレイレ         |
| 4      | 9/4  | ラングレーオ – ラゴス・デ・コバドンガ         | 182 | ウラジミール・エフィムキン | ウラジミール・エフィムキン |
| 5      | 9/5  | カンガス・デ・オニス – レイノーサ             | 155 | オスカル・フレイレ         | ウラジミール・エフィムキン |
| 6      | 9/6  | レイノーサ – ログローニョ                     | 195 | オスカル・フレイレ         | ウラジミール・エフィムキン |
| 7      | 9/7  | カラオーラ – サラゴサ                         | 140 | エリック・ツァベル         | ウラジミール・エフィムキン |
| 8      | 9/8  | カリニェーナ – サラゴサ（個人TT）             | 49  | ベルト・グラプシュ         | ステイン・デヴォルデル     |
| 9      | 9/9  | ウエスカ – セルレール                         | 174 | レオナルド・ピエポリ       | デニス・メンショフ         |
| 10     | 9/10 | ベナスケ – オルディノ教区（アンドラ）         | 220 | デニス・メンショフ         | デニス・メンショフ         |
| 休息日 |      |                                               |     |                            |                            |
| 11     | 9/12 | オルペーサ – アルジェメジー                   | 190 | アレサンドロ・ペタッキ     | デニス・メンショフ         |
| 12     | 9/13 | アルジェメジー – エジン                       | 167 | アレサンドロ・ペタッキ     | デニス・メンショフ         |
| 13     | 9/14 | エジン – トーレ・パチェーコ                   | 150 | アンドレアス・クリール     | デニス・メンショフ         |
| 14     | 9/15 | プエルト・ルンブレーラス – ビジャカリージョ   | 205 | ジェイソン・マッカートニー | デニス・メンショフ         |
| 15     | 9/16 | ビジャカリージョ – グラナダ                   | 205 | サムエル・サンチェス       | デニス・メンショフ         |
| 休息日 |      |                                               |     |                            |                            |
| 16     | 9/18 | ハエン – プエルトジャーノ                     | 165 | レオナルド・ドゥケ         | デニス・メンショフ         |
| 17     | 9/19 | シウダ・レアル – タラベーラ・デ・ラ・レイナ   | 180 | ダニエーレ・ベンナーティ   | デニス・メンショフ         |
| 18     | 9/20 | タラベーラ・デ・ラ・レイナ – アビラ           | 154 | ルイス・ペレス・ロドリゲス | デニス・メンショフ         |
| 19     | 9/21 | アビラ – アルト・デ・アバントス               | 135 | サムエル・サンチェス       | デニス・メンショフ         |
| 20     | 9/22 | コジャード・ビジャルバ（個人TT）              | 25  | サムエル・サンチェス       | デニス・メンショフ         |
| 21     | 9/23 | リバス＝バシアマドリード – マドリード         | 100 | ダニエーレ・ベンナーティ   | デニス・メンショフ         |

## 全成績

### 総合順位
|    | 選手名                     | 国籍           | チーム                             | 時間           |
| -- | -------------------------- | -------------- | ---------------------------------- | -------------- |
| 1  | デニス・メンショフ         | ロシア         | ラボバンク                         | 80時間59分07秒 |
| 2  | カルロス・サストレ         | スペイン       | チームCSC                          | + 3分31秒      |
| 3  | サムエル・サンチェス       | スペイン       | エウスカルテル・エウスカディ       | + 3分46秒      |
| 4  | カデル・エヴァンス         | オーストラリア | プレディクトール・ロット           | + 3分56秒      |
| 5  | エセキエル・モスケラ       | スペイン       | カルピン・ガルシア                 | + 6分34秒      |
| 6  | ウラジミール・エフィムキン | ロシア         | ケス・デパーニュ                   | + 7分07秒      |
| 7  | ウラジミール・カルペツ     | ロシア         | ケス・デパーニュ                   | + 8分09秒      |
| 8  | イゴール・アントン         | スペイン       | エウスカルテル・エウスカディ       | + 8分44秒      |
| 9  | マヌエル・ベルトラン       | スペイン       | リクィガス                         | + 9分38秒      |
| 10 | カルロス・バレード         | スペイン       | クイックステップ・イネルゲティック | + 10分12秒     |
| 11 | マキシム・モンフォール     | ベルギー       | コフィディス                       | + 10分37秒     |
| 12 | ダニエル・モレノ           | スペイン       | リラックス                         | + 13分07秒     |
| 13 | ステファヌ・グベール       | フランス       | AG2r                               | + 14分13秒     |
| 14 | ダビ・ロペス               | スペイン       | ケス・デパーニュ                   | + 17分36秒     |
| 15 | オリヴァー・ツァウク       | スイス         | ゲロルシュタイナー                 | + 19分00秒     |
| 16 | シルヴァン・シャヴァネル   | フランス       | コフィディス                       | + 22分19秒     |
| 17 | ユベール・デュポン         | フランス       | ゲロルシュタイナー                 | + 29分33秒     |
| 18 | ルイス・ペレス・ロドリゲス | スペイン       | アンダルシア                       | + 31分41秒     |
| 19 | クリスアンケル・セレンセン | デンマーク     | チームCSC                          | + 32分24秒     |
| 20 | リュドヴィック・テュルパン | フランス       | AG2r                               | + 32分39秒     |

### ポイント賞
| 順位 | 選手名                   | チーム                   | ポイント |
| ---- | ------------------------ | ------------------------ | -------- |
| 1    | ダニエーレ・ベンナーティ | ランプレ・フォンディタル | 147      |
| 2    | デニス・メンショフ       | ラボランク               | 135      |
| 3    | サムエル・サンチェス     | エスカルテル             | 127      |
| 4    | アレサンドロ・ペタッキ   | チーム・ミルラム         | 126      |
| 5    | カデル・エヴァンス       | プレディクトール・ロト   | 91       |

### 山岳賞
| 順位 | 選手名                     | チーム                     | ポイント |
| ---- | -------------------------- | -------------------------- | -------- |
| 1    | デニス・メンショフ         | ラボバンク                 | 90       |
| 2    | ユルヘン・ファンホーレン   | ディスカバリー・チャンネル | 78       |
| 3    | カルロス・サストレ         | チームCSC                  | 69       |
| 4    | フランコ・ペッリツォッティ | リクイガス                 | 63       |
| 5    | サムエル・サンチェス       | エスカルテル               | 54       |

### コンビネーション賞
| 順位 | 選手名                     | チーム                 | ポイント |
| ---- | -------------------------- | ---------------------- | -------- |
| 1    | デニス・メンショフ         | ラボバンク             | 4        |
| 2    | サムエル・サンチェス       | エスカルテル           | 11       |
| 3    | カルロス・サストレ         | チームCSC              | 15       |
| 4    | カデル・エヴァンス         | プレディクトール・ロト | 16       |
| 5    | ウラジミール・エフィムキン | ケス・デパーニュ       | 25       |

### チーム成績
| 順位 | チーム                       | 時間            |
| ---- | ---------------------------- | --------------- |
| 1    | ケス・デパーニュ             | 242時間55分05秒 |
| 2    | エウスカルテル・エウスカディ | +12分43秒       |
| 3    | AG2r・プレヴォヤンス         | +30分25秒       |
| 4    | リクイガス                   | +36分02秒       |
| 5    | コフィディス                 | +56分33秒       |